# (32394) 2000 QL210
2000 QL210 (asteroide 32394) é um asteroide da cintura principal. Possui uma excentricidade de 0.10417500 e uma inclinação de 10.53171º.
Este asteroide foi descoberto no dia 31 de agosto de 2000 por LINEAR em Socorro.